# Beilschmiedia aborensis
Beilschmiedia aborensis är en lagerväxtart som beskrevs av André Joseph Guillaume Henri Kostermans. Beilschmiedia aborensis ingår i släktet Beilschmiedia och familjen lagerväxter. Inga underarter finns listade i Catalogue of Life.